# شجر الكبراش
شجر الكبراش أو الكبراش (بالإنجليزية: Quebracho tree)‏ (المعروف أيضا باسم لوتشيانو مالو) هو الاسم الشائع باللغة الإسبانية لوصف  أنواع من الخشب صلبة جداً (ذات كثافة min 1.15 إلى 1.35). وأصل الاسم مشتق من quiebra hacha أو hacha quebrar وهذا يعني «كاسر الفأس».

## الأنواع

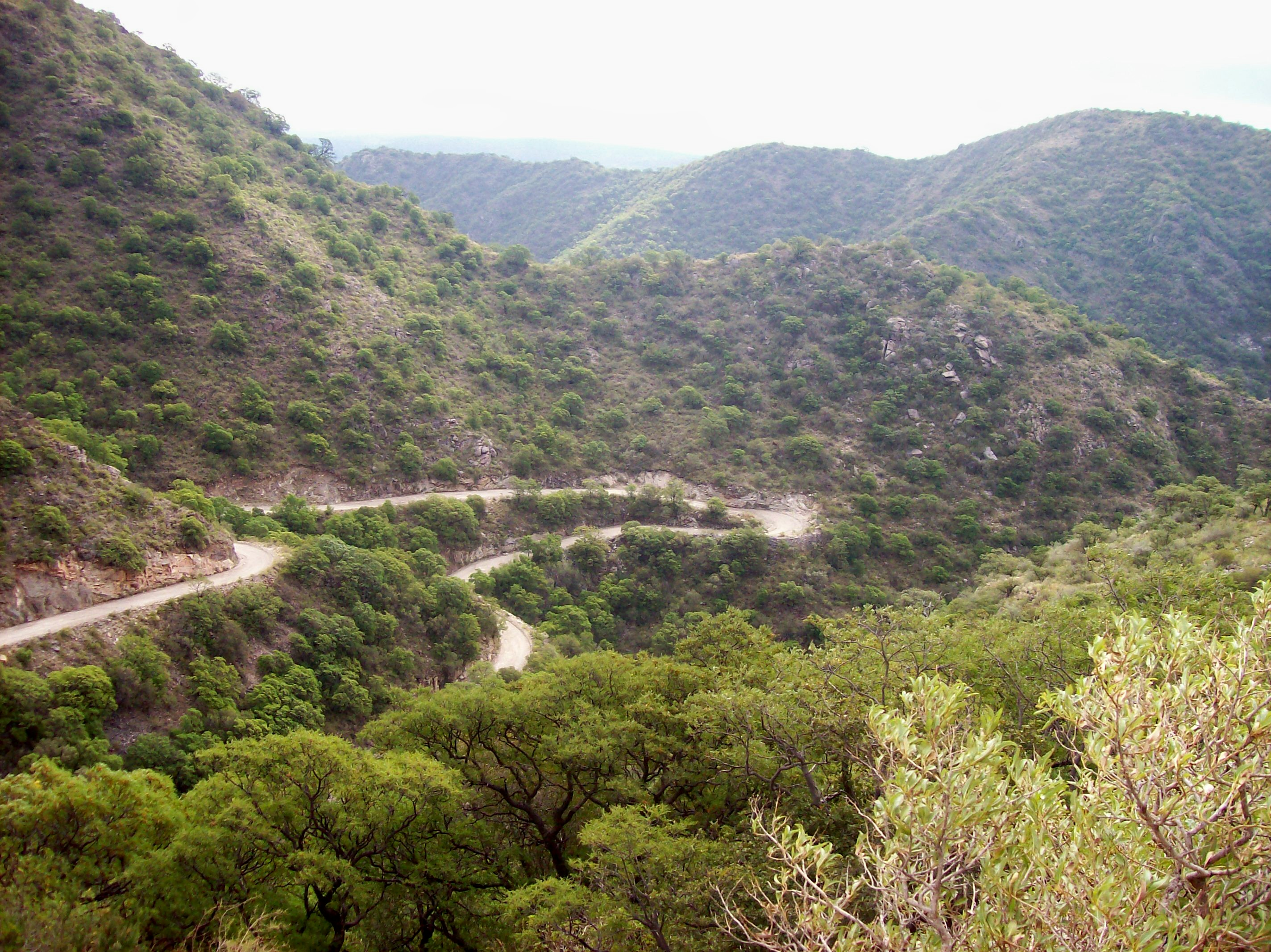
أدغال كبراش الكولورادو في محافظة قرطبة في الأرجنتين

هناك على الأقل ثلاثة أنواع من الأشجار  المماثلة ذات الأهمية التجارية التي تنمو في منطقة غران تشاكو في أمريكا الجنوبية:
- الكبراش الأحمر (من الفصيلة البطمية)
  - الشينوسية اللورنتزية Schinopsis lorentzii (الكبراش الأحمر)
  - الشينوسية البالانسية Schinopsis balansae (الكبراش الأحمر صفصافي الأوراق)
- الكبراش الأبيض Aspidosperma quebracho-blanco (من الفصيلة الدفلية)
- الجودينة معينية الأوراق Jodina rhombifolia أوالكبراش اللين أو  الكبراشلو من الفصيلة الصندلية.

وتوفر هذه الأنواع مادة العفصين (التانين) والخشب شديد الصلابة. ويستخدم اسم الكبراش Quebracho أحيانا اسمًا تجاريًا للعفصين المستمدة من هذه الأشجار.